# NGC 929
NGC 929 је спирална галаксија у сазвежђу Кит која се налази на NGC листи објеката дубоког неба.
Деклинација објекта је - 12° 5' 14" а ректасцензија 2h 27m 18,1s. Привидна величина (магнитуда) објекта NGC 929 износи 14,2 а фотографска магнитуда 15,1. NGC 929 је још познат и под ознакама MCG -2-7-9, , PGC 9334.